# Miki

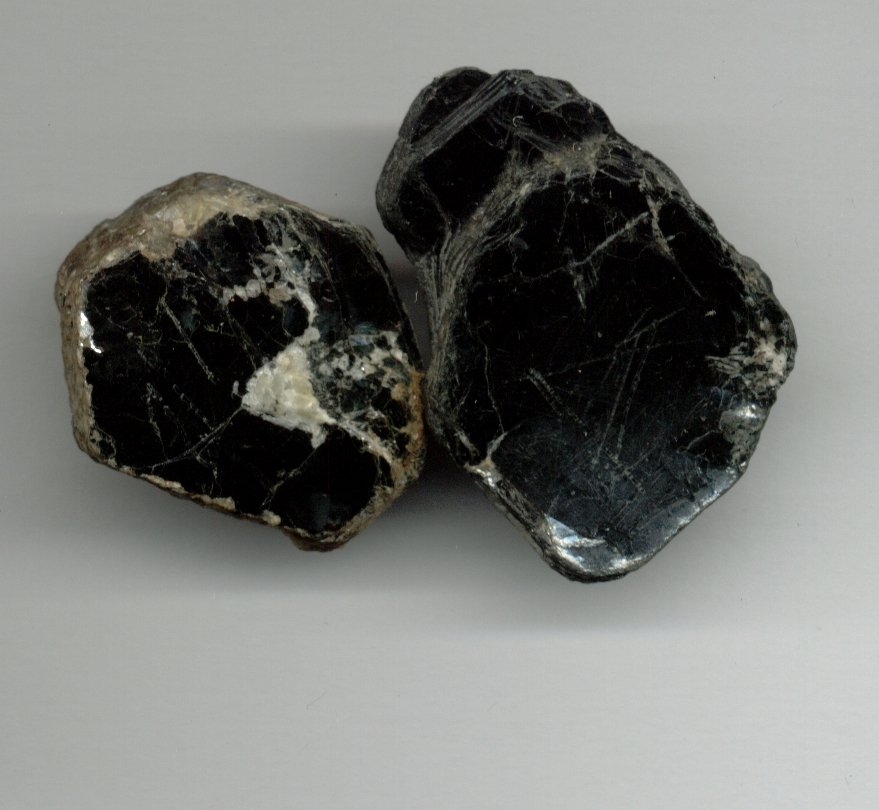
Biotyt

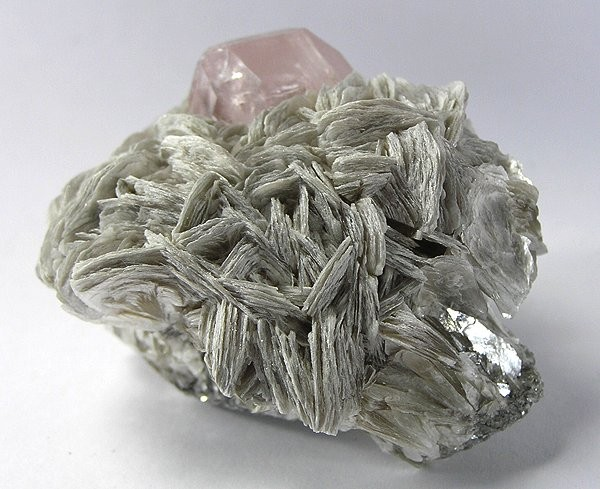
Muskowit

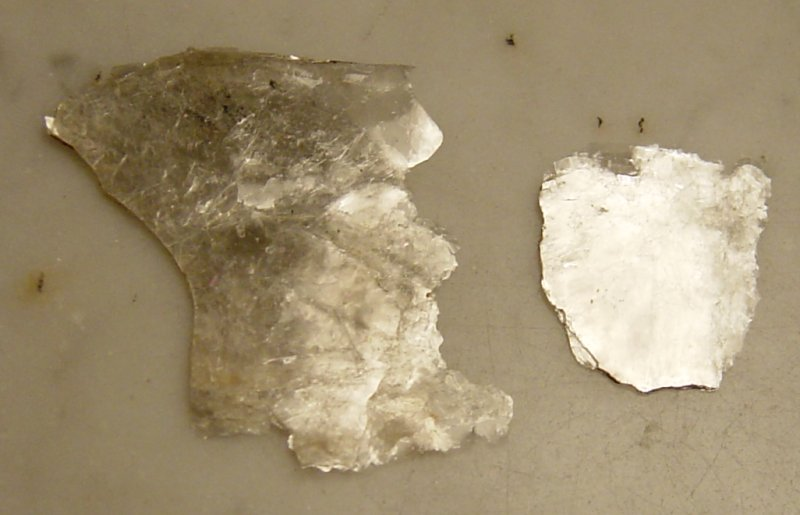
Płatki miki z kopalni w USA

Miki, łyszczyki – grupa minerałów  zaliczana do gromady krzemianów. Nazwa „mika” pochodzi od łac. mica (ziarno) lub micare (błyszczeć).

## Właściwości
- Wzór chemiczny: AB2-3(OH,F)2(Si,Al4O10) – zasadowe glinokrzemiany potasu, sodu, wapnia, glinu, magnezu, żelaza, manganu rzadziej rubidu, cezu, baru, cynku, wanadu, litu, tytanu, chromu.
gdzie: A – potas, sód, wapń; B – żelazo, magnez, mangan, lit, glin
- układ krystalograficzny:  jednoskośny
- pokrój: tabliczkowy, krótkosłupowy, płytkowy, blaszkowy, pseudoheksagonalny
- barwa: miki jasne: bezbarwne, srebrzystobiałe, żółtawe; miki ciemne: ciemnoszare, brunatne, czarne
- rysa: biała
- połysk: szklisty, metaliczny, jedwabisty
- łupliwość: doskonała, jednokierunkowa
- przełam: nierówny
- twardość: około 2-3
- gęstość: waha się od 2,75 do 3,4 g/cm³
- dobre właściwości dielektryczne
- niepalna
- odporna na temperaturę
- odporna na czynniki chemiczne
- odporna na starzenie.

Tworzą skupienia zbite, ziarniste, blaszkowe, czasami rozetowe.  Tworzą kryształy wrosłe i narosłe w druzach – szczotki krystaliczne. Są giętkie, elastyczne i sprężyste. Tylko niewiele wśród nich jest wyraźnie kruchych oraz łamliwych (są to: margaryt, clintonit, ksantofyllit).

## Występowanie
Łyszczyki występują powszechnie w wielu skałach, najobficiej w Indiach, Rosji, Kanadzie (w Polsce są spotykane w pegmatytach na Dolnym Śląsku). Należą do głównych minerałów skał magmowych. Są ważnymi składnikami skał metamorficznych i często występują w skałach osadowych. Dzięki doskonałej łupliwości często spotykane w postaci cienkich, elastycznych blaszek o różnym zabarwieniu (tzw. kocie złoto).

## Zastosowanie
- jako dielektryk w kondensatorach o małej pojemności
- do izolowania wycinków komutatorów
- jako izolacja żłobkowa
- do odizolowywania elementów elektronicznych (np. tranzystorów od radiatorów)
- do produkcji gumy, papieru przemysłowego, tapet ściennych, tworzyw sztucznych, lakierów, ceramiki, przezroczystych okienek wziernikowych do pieców
- do wyrobu okienek w licznikach Geigera, mogących przepuszczać cząstki alfa (które nie są w stanie przeniknąć kartki papieru ani kilku centymetrów powietrza)[1]
- jako posypka do papy
- jako połyskujący dodatek do ozdobnych szlachetnych tynków
- wypełniacz do środków ochrony roślin
- źródło otrzymywania litu
- są poszukiwane i cenione  przez kolekcjonerów
- muskowit chromowy (fuchsyt) jest wykorzystywany jako kamień ozdobny oraz surowiec rzeźbiarski
- jako składnik kosmetyków mineralnych (podkładów, pudrów itp.)

## Odmiany miki
- ze względu na zabarwienie:
  - miki jasne: (muskowit, serycyt, paragonit, fengit)
  - miki ciemne: (biotyt, flogopit)
- ze względu na skład chemiczny:
  - miki litowe (lepidolit, cynwaldyt)
  - biotyt
  - potasowa – muskowit
  - potasowo magnezowa – flogopit
  - syntetyczna – fluoroflogopit

## Wyroby z miki
- mikafolia
- mikaleks
- mikanit
- samika – papier o stosunkowo dużej wytrzymałości mechanicznej i elektrycznej (> 20 kV/mm)[2]